# Scheldeprijs femminile
La Scheldeprijs femminile (ufficialmente, in neerlandese, Scheldeprijs Vrouwen Elite) è una corsa in linea femminile di ciclismo su strada che si tiene ogni aprile intorno a Schoten, in Belgio. Creata nel 2021, è stata subito inserita nel Calendario internazionale femminile UCI come gara di classe 1.1; costituisce la controparte femminile della classica per professionisti Scheldeprijs.

## Albo d'oro
Aggiornato all'edizione 2025.
| Anno | Vincitrice    | Seconda         | Terza            |
| ---- | ------------- | --------------- | ---------------- |
| 2021 | Lorena Wiebes | Emma Norsgaard  | Elisa Balsamo    |
| 2022 | Lorena Wiebes | Chiara Consonni | Rachele Barbieri |
| 2023 | Lorena Wiebes | Charlotte Kool  | Chiara Consonni  |
| 2024 | Lorena Wiebes | Charlotte Kool  | Martina Fidanza  |
| 2025 | Elisa Balsamo | Charlotte Kool  | Chiara Consonni  |

## Vittorie per paese
Aggiornato all'edizione 2025.
| Pos. | Paese       | Vittorie |
| ---- | ----------- | -------- |
| 1    | Paesi Bassi | 4        |
| 2    | Italia      | 1        |